# Up (canção de Aespa)
"Up" (estilizado em letras maiúsculas) é uma canção cantada pela cantora sul-coreana Karina,  que faz parte do single álbum digital Synk: Parallel Line do grupo feminino sul-coreano aespa. A faixa foi lançada pela gravadora SM Entertainment no dia 9 de outubro de 2024. A música é descrita como uma faixa de hip-hop e dança, escrita e composta por vários compositores, incluindo Karina. A faixa alcançou grande sucesso, chegando na posição 2 no do Chart sul-coreano Circle Chart e alcançando posições em outras paradas globais.

## Antecedentes e composição
Do dia 29 a 30 de junho de 2024, o grupo Sul coreano aespa realizou sua segunda turnê de shows Synk: Parallel Line no Jamsil Indoor Stadium. Cada integrante do grupo estreou uma nova música solo para a turnê. Karina se apresentou em segundo lugar com a música de dança hip-hop "Up", para a qual ela havia escrito a letra da música toda sozinha.  A música inclui um refrão "viciante" e é uma faixa "minimalista" que contém uma mensagem sobre ser "confiante". Em 9 de outubro, o grupo lançou o single álbum digital Synk: Parallel Line para plataformas de streaming, incluindo as quatro músicas solo executadas.

## Desempenho comercial
Up" estreou na sexta posição no Circle Digital Chart e mais tarde atingiu o pico na segunda posição. A música estreou e atingiu o pico na primeira posição no componente Download Chart. No componente Streaming Chart, estreou na posição 11 e atingiu o pico na primeira posição. Além disso, a música estreou e atingiu o pico na 32ª posição no componente BGM Chart. Também estreou e atingiu o pico na primeira posição na parada South Korea Songs.
No Japão, "Up" entrou no Japan Hot 100 na posição 98, mais tarde chegando ao número 50. A música também estreou na posição 68 no componente Streaming Songs Chart e atingiu o número 33. Estreou e atingiu o número 80 no componente Download Songs Chart. Também atingiu o pico no número número 35 no Oricon Streaming Chart. Em Singapura, a música atingiu o número 11 na Top Streaming Chart e alcançou o número quatro no Top Regional Chart. Também estreou e atingiu o número 11 no Singapore Songs chart. A música também estreou e atingiu o número 12 na Malaysia Songs chart. Estreou na posição 9 na Hong Kong Songs chart e no número 3 no Taiwan Songs chart. Na Nova Zelândia, a música estreou no número 17 na Hot 40 Singles chart. Internacionalmente, entrou e atingiu o pico na Billboard Global 200 na posição 27, enquanto estreou e atingiu o pico na posição 12 na parada Global Excl. US..

## Recepção
"Up" alcançou sucesso viral rapidamente depois que Karina a apresentou pela primeira vez na turnê Synk: Parallel Line, antes mesmo da música ter um lançamento oficial em plataformas de streaming,  a canção ganhou vários covers de dança e desafios postados em várias plataformas de curta duração.  Devido à forte resposta do público, a  gravadora SM Entertainment decidiu lançá-la oficialmente, junto com as outras músicas solo apresentadas no show no single álbum digital Synk: Parallel Line. Foi notado por Z Yeonwoo for X why Z que "UP" se destacou porque Karina contribuiu escrevendo a música completamente sozinha, sabendo que tipo de música funciona melhor para ela e o estilo em que ela se sente mais confortável.  Nos programas musicais da Coreia do Sul, a canção recebeu seu primeiro prêmio de programa musical no Show! Music Core, marcando como o primeiro prêmio de Karina como artista solo, apesar de ainda não ter estreado oficialmente como tal. 

## Equipe
Creditos adaptados de Melon.
- Karina – vocais, letra
- Slow Rabbit – composição, arranjo
- Morgan Connie Smith – composição
- Taneisha Jackson – composição
- Sofia Quinn – composição
- Pxpillon – composição, arranjo
- Emma-Lee Andersson – composição
- BB Elliot – composição
- Stella Jones – composição

## Desempenho nas paradas musicais

### Charts semanais
| Chart (2024)                   | Melhores posições nas paradas |
| ------------------------------ | ----------------------------- |
| Global 200 (Billboard)         | 27                            |
| Hong Kong (Billboard)          | 9                             |
| Japan (Japan Hot 100)          | 50                            |
| Japan Streaming (Oricon)       | 35                            |
| Malaysia (Billboard)           | 12                            |
| New Zealand Hot Singles (RMNZ) | 17                            |
| Singapore (RIAS)               | 11                            |
| South Korea (Circle)           | 2                             |
| Taiwan (Billboard)             | 3                             |

### Charts Mensais
| Chart (2024)           | Melhores posições nas paradas | Ref.   |
| ---------------------- | ----------------------------- | ------ |
| Coréia do Sul (Circle) | 3                             | [ 37 ] |

### Charts de fim de ano
| Chart (2024)           | Posição |
| ---------------------- | ------- |
| Coréia do Sul (Circle) | 66      |

## Prêmios e indicações
| Programa         | Data                  | Ref.   |
| ---------------- | --------------------- | ------ |
| Show! Music Core | 19 de outubro de 2024 | [ 39 ] |

## Histórico de lançamento
| Região | Data                 | Formato                    | Empresa(s) | Ref.   |
| ------ | -------------------- | -------------------------- | ---------- | ------ |
| Várias | 9 de outubro de 2024 | Digital download streaming | SM Kakao   | [ 40 ] |